# Siège de la Bastille
Le Siège de la Bastille est un dessin gouaché de Claude Cholat datant de 1789 et conservé au Musée Carnavalet à Paris, France.

## Histoire
Claude Cholat était un marchand de vin vivant à Paris, rue Noyer au début de la Révolution française en 1789. Le matin du 14 juillet, une grande foule révolutionnaire s'est rassemblée devant la prison royale appelée « La Bastille » et dans l'après-midi, des combats ont éclaté entre la foule et la garnison royale. Cholat a combattu aux côtés des révolutionnaires, occupant l'un de leurs canons pendant la bataille. Par la suite, Cholat a produit un  célèbre dessin coloré à la gouache, montrant les événements de la journée ; produit dans un style primitif et naïf, il combine tous les événements de la journée en une seule représentation graphique.